# Козаченко Олексій Олексійович
Козаченко Олексій Олексійович (нар. 5 квітня 1962, Ширяєве, Одеська область, УРСР) — український політик, народний депутат України IV і V скликань. Колишній голова Одеської обласної організації НСНУ («Наша Україна»).

## Освіта
У 1984 році закінчив Одеський державний університет ім. І.Мечникова (1984) за спеціальністю фізика.

## Професійна діяльність
- 1984—1986 — служба в армії.
- 1987 — майстер, Ширяївський райкрмопром; інспектор віддліу культури, Ширяївський райвиконком.
- 1987—1990 — інженер кафедри психології, Одес. держ. ун-т ім. І.Мечникова.
- 1990—1994 — ген. директор, територіально-міжгалузеве об'єднання Жовтневої райради м. Одеси.
- 1994—2002 — кер., СП «Панком ЮН», м. Одеса.

Довірена особа кандидата на пост Президента України Віктора Ющенка в ТВО № 135 (2004—2005).

## Політична діяльність
На парламентських виборах 2002 року був обраний народним депутатом України у виборчому окрузі №134 (Одеська область) від блоку політичних партій «За Єдину Україну!». Отримав 17,35% голосів виборців, випередивши 20 опонентів. На момент виборів працював керівником СП «Панком ЮН» у місті Одеса та був членом Аграрної партії України.
У Верховній Раді IV скликання входив до кількох депутатських фракцій та груп: спочатку до фракції «Єдина Україна» (травень—червень 2002 року), згодом до групи «Народовладдя» (червень 2002 — березень 2004 року), та був позафракційним (березень—квітень 2004 року), а також виконував обов’язки уповноваженого представника депутатської групи «Центр» (квітень 2004 – березень 2005 року). Із березня 2005 року приєднався до фракції «Наша Україна». Був членом Комітету Верховної Ради з питань промислової політики та підприємництва.
З квітня 2005 року Олексій Козаченко очолював Одеську обласну організацію партії «Народний союз "Наша Україна"».
У 2006 році знову був обраний до парламенту за списком блоку «Наша Україна» під №85. У Верховній Раді V скликання входив до фракції Блоку «Наша Україна» з вересня 2006 року та працював у Комітеті з питань фінансів і банківської діяльності з грудня 2006 року.
15 червня 2007 року достроково склав депутатські повноваження.
На позачергових виборах до Верховної Ради у вересні 2007 року балотувався як кандидат від блоку «Наша Україна — Народна самооборона» під №136 у списку. На той час був тимчасово безробітним і залишався членом партії НСНУ.

## Особисте життя
Одружений. Має доньку та сина.